# Annona squamosa
Annona squamosa este o specie de plante angiosperme din genul Annona, familia Annonaceae, descrisă de Carl von Linné. Conform Catalogue of Life specia Annona squamosa nu are subspecii cunoscute.